# Борха де Икаса, Роза
Роза Борха де Икаса (исп. Rosa Borja de Ycaza), имя при рождении Роза Борха Фебрес-Кордеро (исп. Rosa Borja Febres-Cordero; 30 июля 1889, Гуаякиль, Эквадор — 22 декабря 1964, там же) — эквадорская поэтесса, эссеист, драматург, общественный деятель и защитница прав женщин.

## Биография
Роза Борха Фебрес-Кордеро родилась в Гуаякиле 30 июля 1889 года. Отец, Сесар Борха Лавайен был врачом, политиком, переводчиком с французского языка, поэтом близким «парнасцам», автором сборника «Поздние цветы и волшебные бриллианты». Мать, Анджела Фебрес-Кордеро Лавайен.
Писательница была прямым потомком Хуана де Борха-и-Энрикеса, 3-го герцога ди Гандия (внука римского папы Александра VI — Родриго Борха/Борджиа) и Хуаны де Арагон-и-Гурреа (внучки Фердинанда II Арагонского).
В 1916 году она вышла замуж за Альберто Икаса Карбо, сменила фамилию и стала называться Розой Борха де Икаса.

### Творчество
Ею были написаны пьесы «Иуда» и «Никто не знает, что будет завтра»; пьеса «Посланная духом», как и роман «Мария Росарио» не были опубликованы при жизни писательницы. Она также является автором ряда социологических и исторических эссе.
Роза Борха де Икаса также известна как автор песен и композитор. В 1942 году Общество камерной музыки Буэнос-Айреса вручила ей первую премию за произведения, с которыми она выступала в конкурсной программе.

### Общественная деятельность
Она была директором «Центра литературоведения» в университете Гуаякиля, основателем и главным редактором журнала «Новые горизонты», членом Эквадорской академии лингвистики и Эквадорского института культуры, основателем «Клуба журналистов» в Гуаясе и вице-президентом Боливарианского общества в Гуаякиле. Занимала пост министра в провинции Гуаяс.
Самым важным общественным достижением писательницы стало создание ею Легиона женского народного образования. Она выступала последовательной защитницей прав женщин и прав рабочих и служащих, которым читала лекции и обучала умению дискутировать.